# Pueyo
Pueyo (en castellà i oficialment, en basc Puiu) és un municipi de Navarra, a la Comarca de Tafalla, dins la merindad d'Olite.

## Demografia
| Evolució demogràfica                             | Evolució demogràfica | Evolució demogràfica | Evolució demogràfica | Evolució demogràfica | Evolució demogràfica | Evolució demogràfica | Evolució demogràfica | Evolució demogràfica | Evolució demogràfica | Evolució demogràfica |
| 1996                                             | 1998                 | 1999                 | 2000                 | 2001                 | 2002                 | 2003                 | 2004                 | 2005                 | 2006                 | 2007                 |
| ------------------------------------------------ | -------------------- | -------------------- | -------------------- | -------------------- | -------------------- | -------------------- | -------------------- | -------------------- | -------------------- | -------------------- |
| 333                                              | 324                  | 324                  | 310                  | 337                  | 333                  | 319                  | 320                  | 334                  | 323                  | 317                  |
| Fonts: Pueyo i institut d'estadística de navarra |                      |                      |                      |                      |                      |                      |                      |                      |                      |                      |